# Alone: The Home Recordings of Rivers Cuomo
Alone: The Home Recordings of Rivers Cuomo, to pierwsza kompilacja nagrań demo wydana przez Riversa Cuomo oraz pierwszy jego album wydany pod własnym nazwiskiem. Książeczka dołączona do płyty zawiera opis każdego z utworów napisany przez samego Riversa oraz wiele niepublikowanych wcześniej zdjęć.

## Lista utworów
Wszystkie utwory napisane przez Riversa Cuomo, poza oznaczonymi inaczej.
1. "Ooh" – 0:47
2. "The World We Love So Much" (Gregg Alexander) – 3:40
3. "Lemonade" – (Rivers Cuomo, Patrick Wilson) 2:31
4. "The Bomb" (Ice Cube) – 1:18
5. "Buddy Holly" – 3:01
6. "Chess" – 2:26
7. "Longtime Sunshine" – 3:15
8. "Blast Off!" – 1:57
9. "Who You Callin' Bitch?" – 0:46
10. "Wanda (You’re My Only Love)" – 3:38
11. "Dude, We're Finally Landing" – 0:56
12. "Superfriend" – 3:30
13. "Lover in the Snow" – 3:16
14. "Crazy One" – 3:14
15. "This is the Way" – 4:17
16. "Little Diane" (Dion) – 2:41
17. "I Wish You Had An Axe Guitar" – 0:36
18. "I Was Made for You" – 4:02

### Pochodzene utworów
- Utwory 1-6 zostały nagrane przed wydaniem albumu Weezer (1994)
- Utwory 7-9 i 11-12 to dema z nieukończonego albumu Songs From The Black Hole.
- Utwór 10 została nagrana z myślą o filmie Angus, zamiast niej pojawił się w nim utwór Weezera "You Gave Your Love To Me Softly".
- Utwory 13-14 zostały nagrane w 1997 i 1998 roku, kiedy Weezer miał przerwę.
- Utwór 15 był jednym z utworów jakie miały zostać nagrane przez Weezera na ich szóstym album.
- Utwór 16 został nagrany w 2003 roku z członkami zespołu Sloan
- Utwór 17 to fragment konwersacji na temat zespołu Kiss pomiędzy Riversem i jego bratem Leavesem nagranej w roku 1984, podczas próby ich pierwszego zespołu.
- Utwór 18 został napisany z myślą o albumie Make Believe.

### Zmiany w stosunku do wersji wcześniejszych
Niektóre z utworów pojawiły się wcześniej w internecie w innych wersjach.
- "Lover in the Snow" został zedytowany z 4:23 do 3:16 poprzez wycięcie kilku powtórzeń z oryginalnego utworu.
- "Blast Off!" ma dograną pierwszą nutę, uciętą w oryginalnej wersji, a w zwrotce brakuje jednego słowa ("fine").
- "Buddy Holly" ma na początku efekt fade-in, gdzie w oryginalnej wersji zaczynał się nagle.